# 萧该
萧该（?—?），南梁宗室，北周、隋朝学者，出自兰陵萧氏。
萧该是南梁鄱阳王萧恢之孙。少年时封为攸县侯。南梁荆州陷落，与何妥同至长安。性情深爱学习，《诗经》、《书经》、《春秋经》、《礼记》都通晓大义，尤为精通《汉书》，被很多王公贵族所礼敬。隋文帝开皇初年，赐爵山阴县公，拜为国子博士。奉诏书与何妥校定经史，但是各执所见，互相非难，很久不能完成，隋文帝谴责后把他们罢免。萧该后来撰写《汉书音义》及《文选音义》，都被当时所推重。